# Leucopogon rupicola
Leucopogon rupicola är en ljungväxtart som beskrevs av C. T White. Leucopogon rupicola ingår i släktet Leucopogon och familjen ljungväxter. Inga underarter finns listade i Catalogue of Life.